# Egberto de Iorque
Egberto (em inglês:  Ecgbert, Egberht ou Ecgberht) foi um arcebispo de Iorque do século VIII e correspondente de Beda e Bonifácio. Depois de ser consagrado bispo, sua diocese foi elevada a arquidiocese. Em 737, o irmão de Egberto, Eadberto tornou-se rei da Nortúmbria e os dois trabalharam juntos em diversos temas eclesiásticos. Egberto escreveu um código legal para seu clero e outras obras foram atribuídas a ele, apesar de estudiosos modernos acreditarem que ele não as escreveu. Conhecido por seu conhecimento jurídico, Egberto morreu em novembro de 766.

## Biografia

### Primeiros anos e carreira

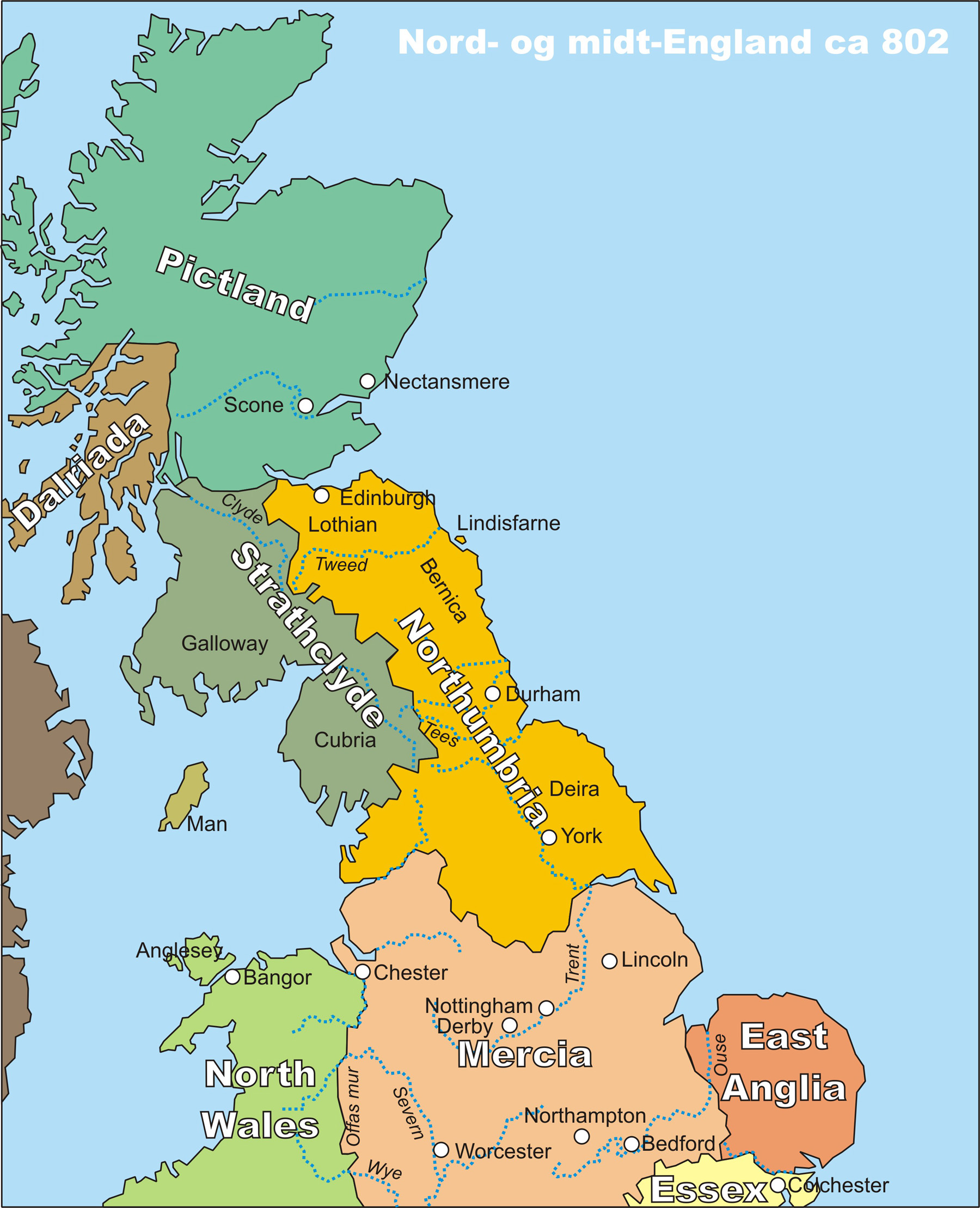
Mapa da Inglaterra c. 802 mostrando os reinos da Nortúmbria, Bernícia, Deira e os outros reinos ingleses na época de Egberto

Egberto era filho de Eata, um descendente do fundador do Reino de Bernícia. Seu irmão, Eadberto (Eadberht) foi rei da Nortúmbria entre 737 e 758. Egberto viajou para Roma com outro irmão e lá foi ordenado diácono. Alguns autores alegam que ele teria sido aluno de Beda, que de fato o visitou em Iorque muito mais tarde, em 733, mas a afirmação pode significar apenas que Egberto estudava as obras de Beda sem implicar que ele o tenha ensinado pessoalmente.

### Arcebispo
Egberto foi nomeado para a sé de Iorque por volta de 732 (outras fontes datam a nomeação em 734), por seu primo Ceovúlfo (Ceolwulf), também rei da Nortúmbria. Gregório III entregou-lhe o pálio, o símbolo da autoridade do arcebispo, em 735. Depois que Eadberto tornou-se rei, ambos passaram a trabalhar juntos, mas foram proibidos pelo papa Paulo I de transferir terras da igreja para o controle secular. Eles também lidaram juntos com os problemas que surgiram entre a igreja e o monarca. A cooperação era tamanha que algumas moedas de Eadberto traziam a efígie de Egberto no reverso.
Os problemas de Egberto com os mosteiros de sua diocese se originavam da prática secular das famílias mais poderosas de fundarem mosteiros totalmente sob controle familiar como forma de tornar suas terras "incorporadas" ("bookland"), ou seja, fora do alcance do trabalho comunal. As terras incorporadas eram, a princípio, um direito exclusivo das propriedades eclesiásticas. Uma família, ao transferir terras para um mosteiro controlado por ela, garantia o uso para si sem precisar realizar serviços ou pagar ao rei pela terra.

### Morte
Egberto morreu em 19 de novembro de 766 e foi enterrado em sua catedral em Iorque. Ao morrer, ele já tinha amealhado uma reputação como especialista em direito canônico, tanto na Inglaterra quanto na Europa continental. Alcuíno também afirmou que ele era conhecido como professor de canto. O historiador D. P. Kirby descreveu-o como um "grande" arcebispo. Henry Mayr-Harting, também historiador, afirmou que Egberto "deve ser considerado como um dos grandes arquitetos da igreja inglesa no século VIII".

## Legado

### Atividades educacionais
O historiador moderno Peter Hunter Blair acredita que a escola que Egberto fundou em Iorque igualou ou ultrapassou os famosos mosteiros gêmeos de Monkwearmouth-Jarrow. A escolha ensinava não apenas o clero da catedral, mas também os filhos da nobreza. Blair também afirma que a biblioteca fundada em Iorque "era uma biblioteca cujo conteúdo não tinha igual na Europa ocidental de sua época". Entre seus alunos estava Alcuíno, que foi entregue pela família aos cuidados de Egberto. Tanto Ludgero, futuro bispo de Munster, e Aluberto (Aluberht), outro bispo em terras germânicas, estudaram ali também.

### Correspondentes
Beda escreveu a Egberto uma carta sobre temas monásticos e outros problemas enfrentados por grandes dioceses. Escrita em 734, ficou conhecida como "Epistola ad Ecgberhtum episcopum". Beda incentivou Egberto a estudar "Cuidado Pastoral", de Gregório Magno e defendeu Edano e Cuteberto como bispos modelo. O principal objetivo da carta de Beda era urgi-lo a reformar sua igreja para que se aproximasse mais do grande plano original de Gregório para ela. Porém, a admoestação de Beda para que ele dividisse a diocese não surtiu efeito e Egberto manteve sua diocese intocada. Os sufragâneos continuaram a ser apenas os bispos de Hexham, Lindisfarena e Whithorn.
Bonifácio escreveu também a Egberto pedindo seu apoio contra Etelbaldo da Mércia (Æthelbald). Ele também pediu ao arcebispo alguns livros de Beda e, em troca, enviou vinho para "ser bebido num dia alegre com os irmãos". Numa outra ocasião, Bonifácio enviou a Egberto um manto e uma toalha.

### Obras
Egberto escreveu "Dialogus ecclesiasticae institutionis", um código legal para o clero que trazias os procedimentos apropriados para diversas situações, incluindo o "wergeld" (o preço a ser pago pela morte de alguém) para clérigos, a admissão nas ordens clericais, a deposição de membros do clero, crimes praticados por monges, a formação de cortes clericais e muitos outros assuntos. A obra sobreviveu num manuscrito completo e numas poucas citações em outros. Como Egberto era o arcebispo mais sênior de toda a Inglaterra depois da morte de Notelmo em 739, é possível que o "Dialogus" tivesse como alvo não apenas a igreja da Nortúmbria, mas de toda a Inglaterra. A obra trazia ainda um código de conduta detalhado para todo o clero e explicava como os clérigos deveria se comportar na sociedade. A data exata de sua composição é incerta, mas é provável que tenha sido depois de 735, tomando como base uma menção ao status de arcebispo de Egberto num dos títulos e por outras evidências internas. O historiador Simon Coates defende que o "Dialogus" não defende os monges num status mais elevado que os leigos
Outras obras foram atribuídas a Egberto durante a Idade Média, mas estudiosos modernos consideram-nas espúrias. Entre elas, uma coleção de cânones eclesiásticos, um penitencial e um pontifical. O penitencial, conhecido como "Paenitentiale Ecgberhti", foi-lhe atribuído entre os séculos VIII e IX, mas as versões sobreviventes trazem pouco ou nada que se possa confiavelmente ser atribuído a Egberto. Acredita-se que o pontifical, conhecido como "Pontificale Egberti", deva sua atribuição a Egberto ao fato de o penitencial, também atribuído a ele, aparecer como parte dele. Finalmente, a coleção de cânones, conhecida antigamente como "Excerptiones Ecgberhti" e chamadas atualmente de "Collectio canonum Wigorniensis", se mostrou ser obra de um arcebispo posterior, Vulstano (Wulfstan) e só foi ligada a Egberto depois do final do período anglo-saxônico (século XI). Além destas obras em latim, acreditava-se no passado que um texto em inglês antigo, conhecido por  "Scriftboc" (em latim: Confessionale Pseudo-Egberti ou Confessionale Egberti) e vários outros nomes, era uma tradução feita a partir do latim por Egberto, mas sabe-se hoje ter sido escrito no final do século IX ou início do século X.